# Non esiste saggezza
(Corrado Augias)
Non esiste saggezza è un libro di Gianrico Carofiglio edito da Rizzoli nel 2010.
Si compone di brevi racconti di carattere psicologico fortemente introspettivi.
Il libro ha vinto nel 2010 il Premio Chiara.

## Episodi
- Non esiste saggezza
- Vigilie
- Intervista a Tex Willer
- Giulia
- Mona Lisa
- Città
- Sommarie informazioni a Bogotà
- Il maestro di bastone
- Il paradosso del poliziotto
- La doppia vita di Natalia Blum